# Яфальян, Алла Фёдоровна
Алла Фёдоровна Яфальян — доктор педагогических наук, профессор кафедры истории и теории исполнительского искусства Уральской государственной консерватории имени М. П. Мусоргского. Действительный член (академик) Академии педагогических и социальных наук, Почетный работник высшего профессионального образования РФ. Основным направлением научной деятельности является педагогическая эстетика и эстетика самовыражения.
Основатель научной школы «Формирование у детей эстетического отношения к человеку в условиях самовыражения».

## Биография
Родилась 6 ноября 1951 года в Челябинской области.
В 1977 году окончила музыкальный факультет Уральского государственного педагогического университета, с 1978 года по 2009 год работала в УрГПУ, с 1991 года возглавляла кафедру эстетического воспитания.
В 1990 году защитила кандидатскую диссертацию на тему «Формирование эстетического отношения к труду у младших школьников» в НИИ художественного воспитания АПН СССР (Москва).
В 2001 году защитила докторскую диссертацию на тему «Теоретические основы формирования у детей эстетического отношения к человеку» в НИИ семьи и воспитания РАО (Москва).
В 2009 году возглавила кафедру социально-художественного образования Сургутского государственного педагогического университета (Сургут).
С 2015 года профессор кафедры истории и теории исполнительского искусства Уральской государственной консерватории имени М. П. Мусоргского (Екатеринбург).

## Публикации
Опубликовано более 250 работ, из них 5 монографий, 10 учебных пособий. Статьи ученого представлены в журналах, включенных в текущий перечень ВАК.

### Монографии
- Теоретические основы формирования эстетического отношения у детей к человеку: монография. Екатеринбург: Урал. гос. пед. ун-т, 2000. 156с. — ISBN 5-7186-0147-X
- Развитие творческой направленности детей в процессе различных видов музыкальной деятельности: Монография. Екатеринбург: Урал. гос. пед. ун-т., 2002. 162c. (в соавт.) — ISBN 5-7186-0059-7
- Развитие чувства ритма у детей в музыкально-игровой деятельности. Екатеринбург: Урал. гос. пед. ун-т, 2003. 168с. (в соавт.) — ISBN 5-7186-0135-6
- Формирование у детей эстетического отношения к человеку в процессе самовыражения. — М.: Искусство и образование. — 2010. — 343 с. — ISBN 978-5-903323-12-8

### Учебные пособия
- Школа самовыражения: Учебное пособие. — Екатеринбург: Урал. гос. пед. ун-т, 1998. 248с. — 500 экз. — ISBN 5-7186-0358-8
- Аудиальное развитие детей: учебное пособие. Екатеринбург: Урал. гос. пед. ун-т, 2000. 160 с. — ISBN 5-7186-0272-7
- Как стать гением или Детство великих людей: Книга для педагогов и родителей. Екатеринбург: Банк культурной информации, 2000. 138c. — ISBN 5-7851-0111-4
- Развитие у детей чувства времени: Учебно-методическое пособие. — Нижневартовск: Изд-во Нижневарт. гуманит. ун-та, 2006. 99с. (в соавт.) — ISBN 5-89988-283-2
- Ритмическое самовыражение детей. Методическое пособие Екатеринбург: Урал. гос. пед. ун-т, 2007. 105 с. (в соавт.)
- Учимся жить талантливо, или Детство и гениальность. Книга для педагогов и родителей. — Александрия: Центр Российской науки и культуры, 2008. 184 с. (Египет)
- Теория и методика музыкального воспитания в начальной школе: учебное пособие для студентов педагогических вузов. Ростов н/Д: Феникс, 2008. — 380 с. — 3000 экз. — ISBN 978-5-222-13910-3[4]
- Школа самовыражения: Учебное пособие. Ростов н/Д: Феникс, 2011. — 448 с. — 2500 экз. — ISBN 978-5-222-17249-0

### Книги для детей
- Мир звуков: занимательная книжка для детей. — Пермь: Хортон Лимитед, 1994. 40с. — 50000 экз. — ISBN 5-900580-07-5
- Истории о детстве великих людей. Книга для детей. — Александрия (Египет): Центр Российской науки и культуры, 2008. 48 с.